# Гарсия Торрес, Гонсало
Гонса́ло Гарси́я То́ррес (исп. Gonzalo García Torres; род. 24 марта 2004, Мадрид) — испанский футболист, выступающий на позиции вингера (ЛФА, ПФА) и оттянутого нападающего, игрок клуба «Реал Мадрид».

## Клубная карьера
Уроженец Мадрида, Гонсало с 2014 года воспитывался в системе «Ла Фабрика» (с перерывом на сезон 2018/19, когда он перебрался в академию «Мальорки»).
За команду «Хувениль А» (до 19 лет) в Юношеской лиге УЕФА Гарсия дебютировал 28 сентября 2021 года в матче против молдавского «Шерифа» (4:1). Проведя на поле 75 минут (был заменён Юленом Йоном Герреро), он смог отличиться голевой передачей на Бруно Иглесиаса. Всего в этом турнире Гонсало провёл 16 матчей, в ходе которых забил 6 голов.
За резервную команду, «Кастилью», Гарсия дебютировал в третьей по силе испанской лиге (Примера Федерасьон) 26 марта 2022 года в матче против «Линенсе» (1:1), выйдя на замену вместо Ивана Моранте. Свои первые два гола за «Кастилью» он забил 27 августа 2023 года в матче против «Унион Депортива Мелилья» (2:2). 9 февраля 2025 года, оформив дубль в матче против «Атлетико Санлукеньо» (2:0), Гонсало побил рекорд по количеству забитых мячей в этой лиге по ходу одного сезона — 21.
За основную команду «бланкос» Гонсало дебютировал в Ла Лиге 26 ноября 2023 года в матче против «Кадиса» (3:0), выйдя на замену вместо Родриго Гоиса. Свой первый гол за «Реал» он забил в ворота «Леганеса» головой с передачи Браима Диаса, это случилось 5 февраля 2025 года (3:2) в четвертьфинале Кубка Испании, тем самым Гарсия принёс команде победу в компенсированное время.

## Международная карьера
В 2023 году в составе юношеской сборной Испании Гарсия принял участие в юношеском чемпионате Европы на Мальте. На турнире он сыграл в матче против команды Норвегии, Исландии,  Греции и Италии.